# Lākland
Lākland är en instrumenttillverkare som tillverkar i första hand elbasar. De bygger både 4- och 5-strängade basar, med Bartolini- eller Lākland-pickuper. De håller till i Chicago (Us Series) men monterar även basar i Korea (Skyline series) för att få ned priserna. Dock är det inte någon stor skillnad på kvalitén.
Namnet Lākland är amerikanskt och stavas med Ā för att folk ska uttala det första A:et långt.
Lakland tillverkar olika signaturmodeller som kända basister har tagit fram i samarbete med företaget. Darryl Jones- modellen liknar jazz basen. Jo Osborne-modellen är lik en vintage jazz bas. Bob Glaub-modellen liknar en precision bas och det gäller Duck Dunn-modellen också